# Бяла (Варненская область)
Бяла (болг. Бяла) — город в Болгарии. Расположен на побережье Чёрного моря. Находится в Варненской области, в нескольких километрах от Бургасской области административный центр общины Бяла. Расстояние от аэропорта Варна — 60 км. Расстояние от аэропорта Бургас — 67 км. Ближайший город — курорт Обзор. Население составляет 2308 человек.

## Местоположение
Для побережья этого региона характерны скалистые берега с небольшими бухтами, пляжная полоса с дюнами. Протяжённость побережья — 14 500 м или около 3 % всей длины Болгарского Черномория.

## Достопримечательности
В городской черте находится экологический природозащитный объект «Белите скали», основанный в 2001 году. В 1986 году в городе был построен стадион, располагающий 1 000 местами. Водные горки, построенные в 1987 году, расположены на центральном пляже.

## Политическая ситуация
Кмет (мэр) общины Бяла — Анастас Костов Трендафилов (Граждане за европейское развитие Болгарии (ГЕРБ)) по результатам выборов.
- Положение на электронной карте Wikimapia